# Phyllothelys mitratum
Phyllothelys mitratum är en bönsyrseart som beskrevs av Rehn 1904. Phyllothelys mitratum ingår i släktet Phyllothelys och familjen Mantidae. Inga underarter finns listade i Catalogue of Life.